# Miss Baker
Miss Baker (Iquitos, 1957 — Auburn, 29 de novembro de 1984) foi um macaco-esquilo que se tornou, junto com o macaco rhesus, Miss Able, um dos dois primeiros animais enviados ao espaço pelos Estados Unidos para retornar vivo.

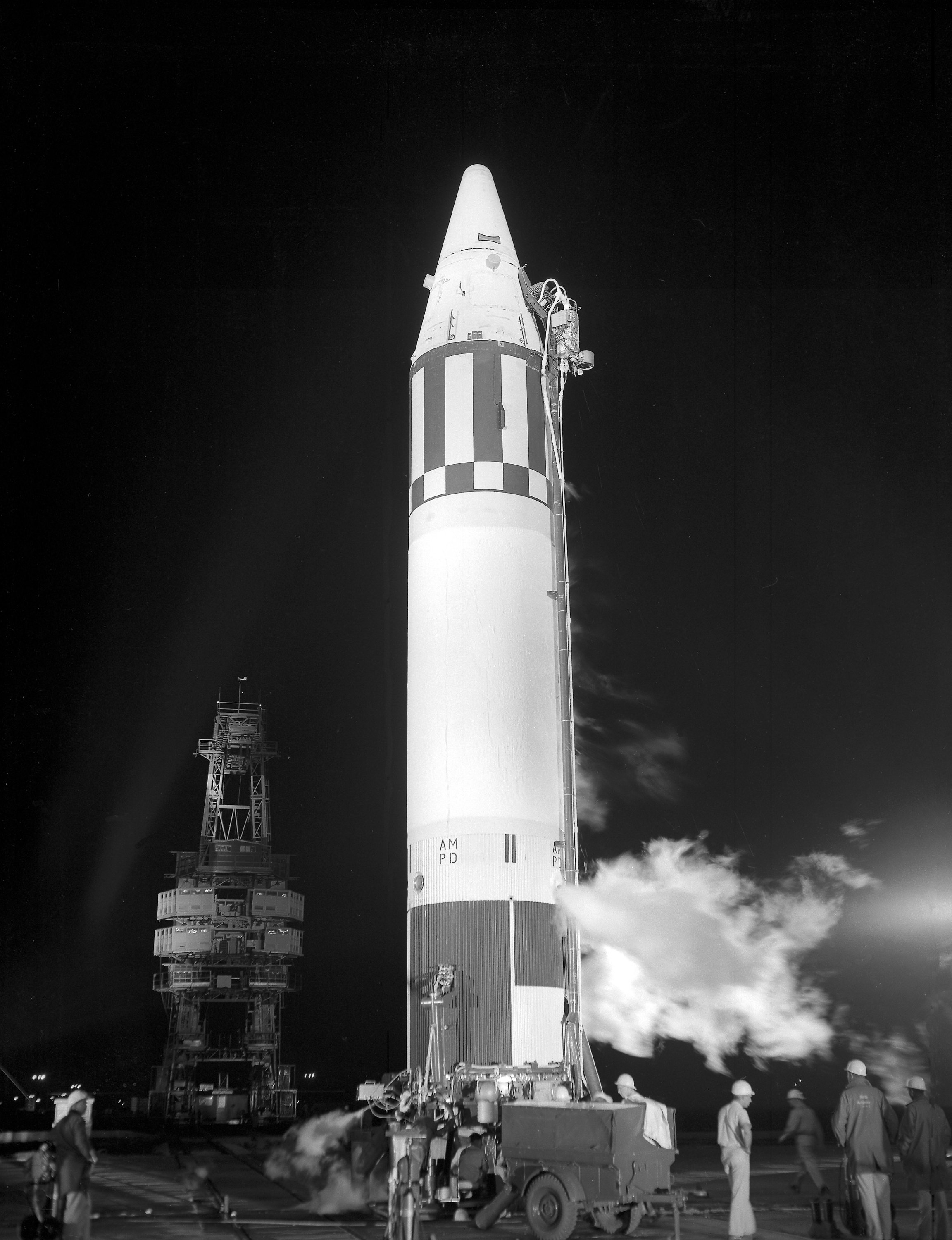
Júpiter AM-18 pronto para lançamento às 2h39 no Cabo Canaveral, complexo 26B.

Todos os esforços anteriores dos EUA para lançar macacos no espaço terminaram com os animais morrendo por asfixia ou falha de pára-quedas, e os esforços da União Soviética foram apenas um pouco melhores, para desgosto dos ativistas dos direitos dos animais.
Precedendo Baker, a União Soviética recuperou dois cães, os primeiros mamíferos recuperados vivos de um voo espacial suborbital, de uma altitude de 101 quilômetros em 22 de julho de 1951, e alguns outros cães foram posteriormente recuperados. Os Estados Unidos tinham levado alguns macacos e camundongos por foguete Aerobee para alturas abaixo da borda do espaço no início de 1951.